# Parque Religioso Cruz da Menina
O Parque Religioso Cruz da Menina, ou simplesmente Cruz da Menina, é um santuário e parque público voltado ao turismo religioso localizado na cidade de Patos, Paraíba. A capela original foi inaugurada em 25 de abril de 1929 por José Justino do Nascimento, posteriormente, em 24 de outubro de 1993, o parque foi oficialmente fundado pelo Governo da Paraíba, durante a gestão do governador Ronaldo Cunha Lima, atraindo anualmente cerca de 100 mil visitantes, que vão ao local em busca de realizar promessas, agradecer por graças alcançadas ou conhecer a memória da menina Francisca, encontrada morta no local.
A história do parque tem ligação direta com a trajetória de Francisca, filha de retirantes, foi entregue ao casal Absalão Emerenciano e Domila Araújo durante uma seca que assolava o sertão paraibano, provavelmente submetida a maus-tratos, ela foi brutalmente assassinada em 10 de outubro de 1923 e seu corpo desovado na fazenda Trapiá, encontrado por um agricultor local no dia 13 de outubro, o qual passou a ser lembrando como "Dia da Menina Francisca", oficializado por lei municipal em 2016. A tragédia gerou comoção popular, levando à construção de uma cruz no local onde seu corpo foi encontrado, marcando o início das romarias e da devoção à sua memória.
O parque possui uma estrutura diversificada para receber os fiéis, incluindo uma capela, com realização periódica de missas e eventos, anfiteatro, casa de velas, alojamento, restaurante, cruzeiro, banheiros, lojas de artigos religiosos e a casa dos milagres. Em dezembro de 2020, o Parque Cruz da Menina foi reconhecido como Patrimônio Imaterial da Paraíba por meio de projeto de lei, já em julho de 2023, o parque foi fechado para reformas promovidas pelo Governo do Estado, que investiu cerca de 2 000 000 de reais no parque, melhorando sua infraestrutura e preservando sua importância cultural e religiosa, reaberto em 2024.

## História

### Menina Francisca

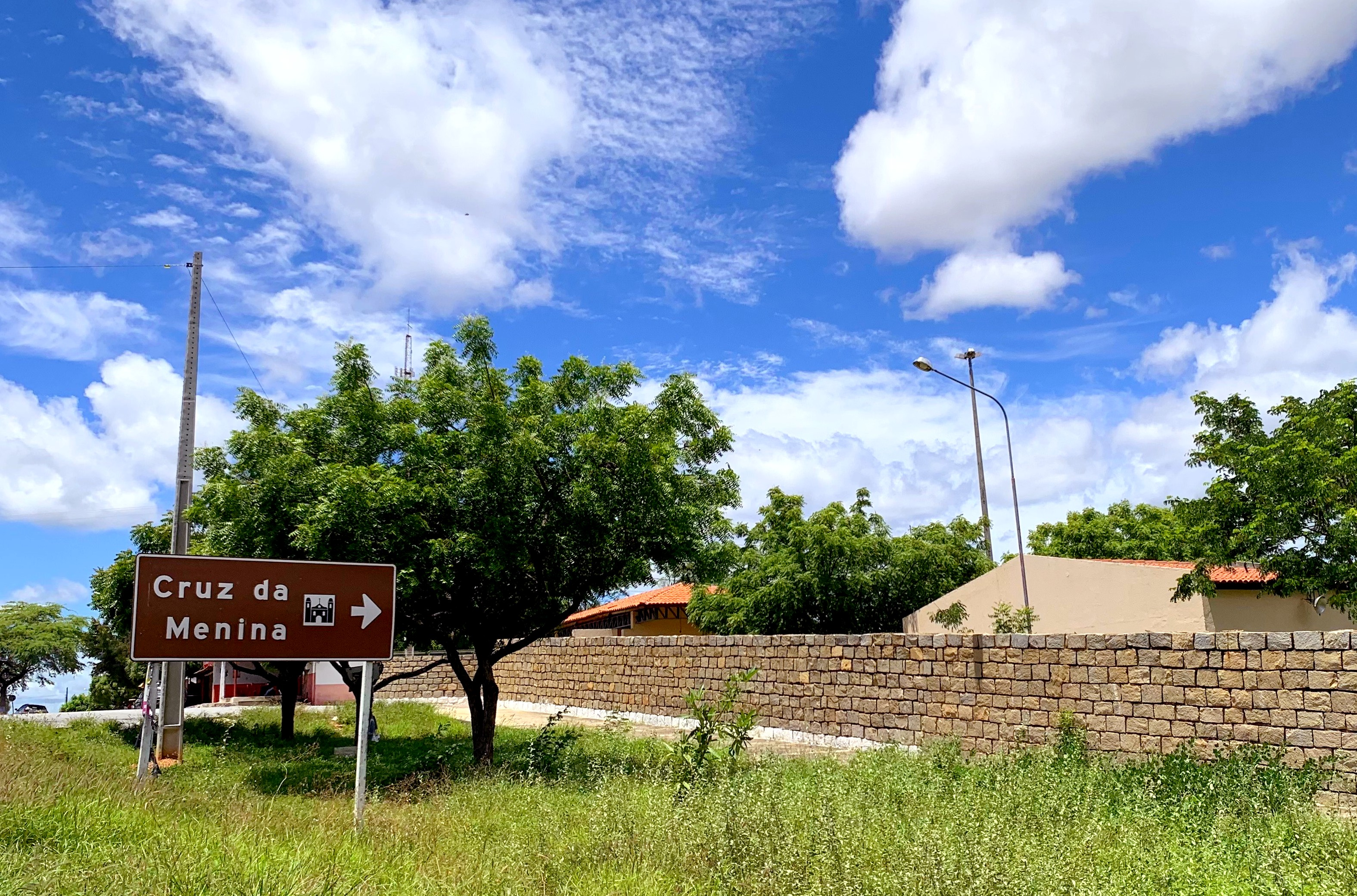
Acesso ao Parque

Por volta de 1915, fugindo da seca e da extrema pobreza, os pais biológicos de Francisca decidiram entregá-la ao casal Absalão Emerenciano e Domila Araújo Emerenciano, em Campina Grande, posteriormente, o casal se mudou para Patos, onde Absalão viria a operar o gerador que fornecia energia elétrica para a cidade, levando a pequena Francisca consigo, sendo ela tratada como "afilhada". No dia 13 de outubro de 1923, Ignácio Lazário de Costa, um agricultor da localidade, percebeu um grupo de urubus sobrevoando a região do sítio Trapiá e suspeitando da presença de um animal morto, ele decidiu verificar in loco a situação e acabou encontrando os restos mortais de uma criança do sexo feminino, já em avançado estado de decomposição, após acionada a polícia, não realizou perícia, mas recolheu o corpo e transportou-o numa rede até a cidade, para ser sepultado pouco tempo depois, provavelmente às 13h daquele mesmo dia.

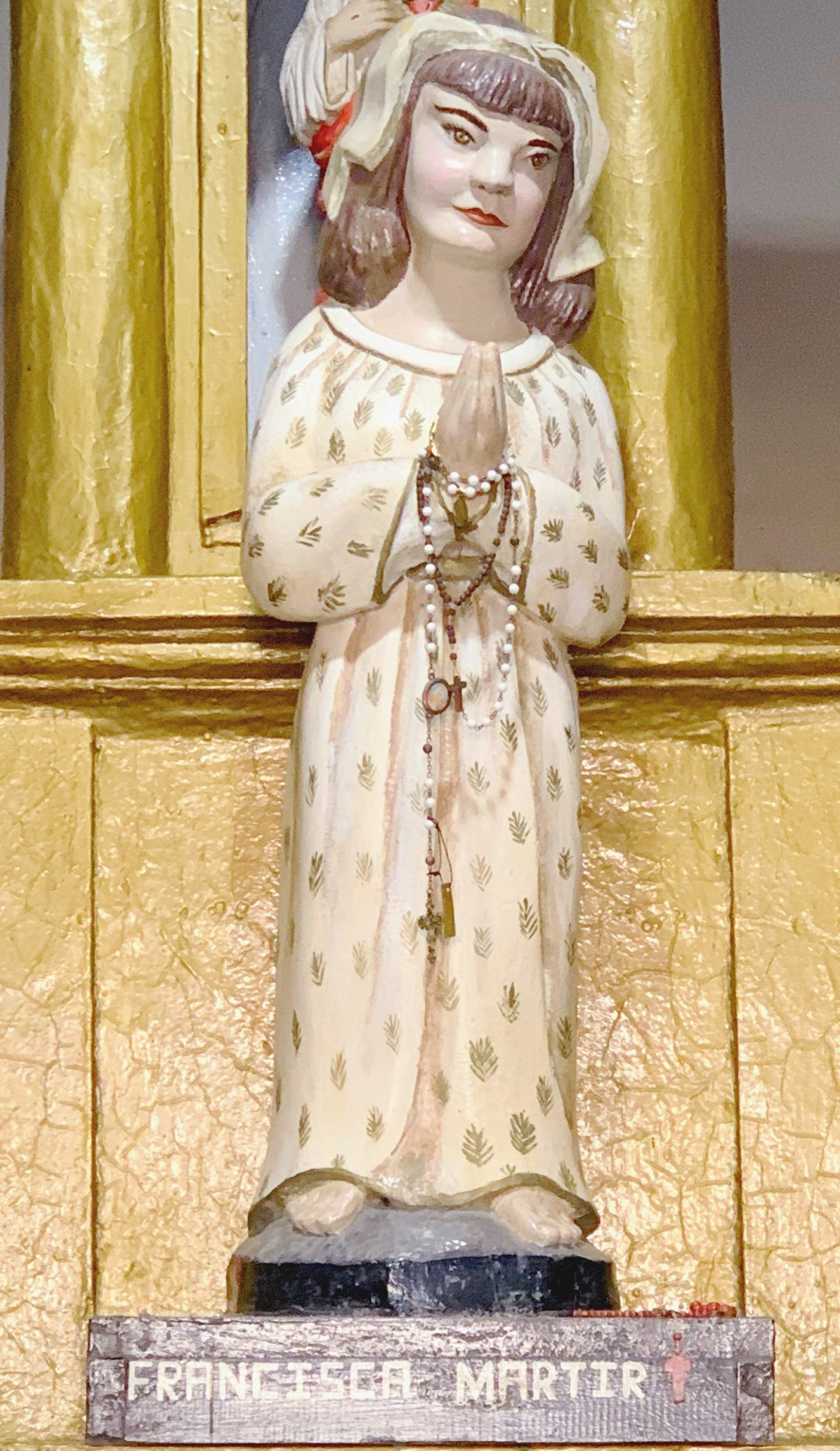
Francisca Marta

A investigação do caso começou no mesmo dia da descoberta do corpo, sendo que Seu Absalão, não reconheceu os restos mortais como sendo da criança, cabendo ao vizinho do casal, o Senhor Noé Trajano da Costa a sua identificação. Testemunhos indicam que a menina sofria agressões constantes e, na noite de 10 de outubro de 1923, foi brutalmente espancada com uma trave de madeira após adormecer com a janela aberta, o que resultou em sua morte, com o casal tendo planejado a ocultação do corpo, com Absalão contratando um vizinho conhecido como Hindu, que transportou a vítima em um saco de estopa e a descartou no Sítio Trapiá, por outro lado, a versão policial oficial registra que Absalão e Domila alegaram que Francisca havia fugido com medo de ser castigada, com o estranhamento dos vizinhos ao perceber que Domila colocou à venda as roupas da menina logo no dia seguinte ao seu suposto desaparecimento, mesmo assim, buscas pela criança foram realizadas sob ordens de Absalão, que utilizou sua influência política para se proteger e fugir para Campina Grande, dias depois.
O processo foi inicialmente arquivado mas reaberto em 1932, quando já havia clamor e adoração pela menina, com o primeiro julgamento tendo ocorrido em 15 de junho de 1934, e resultado na absolvição do casal, mantida pelo segundo júri, realizado em 24 de outubro de 1934, e confirmada definitivamente no terceiro julgamento, realizado em 5 de junho de 1935, posteriormente o processo original foi arquivado pelo Tribunal de Justiça da Paraíba, em João Pessoa, e não há registros disponíveis na Comarca de Patos, restando apenas as histórias transmitidas ao longo dos anos. Não há conhecimento sobre registros fotográficos de Francisca Marta, embora exista um imagem devocional amplamente reproduzida, juntamente com outras representações artísticas em quadros, livros e lembranças, presentes principalmente dentro da área do parque, embora a aparência da criança nessas imagens tenham sido questionadas por pessoas que conviveram com a menina Francisca durante seu curto tempo de residência em Patos, as quais afirmam que ela era diferente da figura representada.

### Parque e crescimento

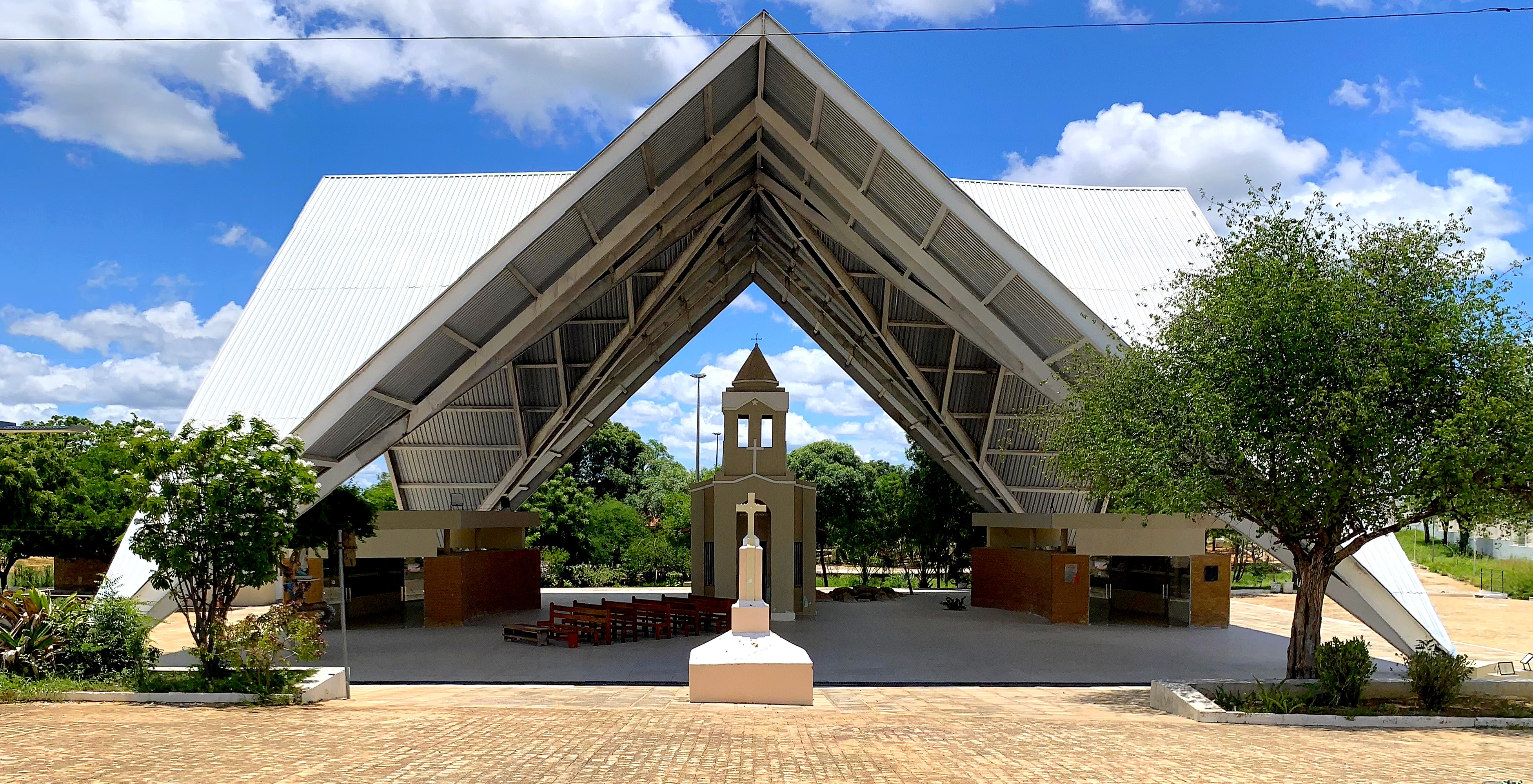
A capela original com a cobertura

Os depoimentos obtidos dos vizinhos após a morte da menina construíram uma imagem de uma criança calma, prestativa e trabalhadora, ao mesmo tempo em que parecia indefesa e vivia num ambiente de violência doméstica, o que ajudou a fomentar a comoção popular observada por sua violenta morte, cujo local onde seu corpo foi encontrado viu ser erigida uma cruz, que passou a ser conhecida como a "cruz da menina", com os populares que por lá passavam, dando início à tradição de rezar pela alma da criança inocente que ali morrera, num clamor crescente que juntava crença em milagres com a revolta pelo desfecho do caso.
Em 1928, parte da população patoense já considerava a menina como santa, e durante uma grande seca, um agricultor da região em busca de água fez um pedido de encontrar água para matar a sede do gado e de sua família e por ao cavar uma cacimba, acabou encontrando o precioso bem, considerando um milagre e atribuindo ao pedido que fizera à menina em suas rezas e em agradecimento construiu a capela, inaugurada em 25 de abril de 1929. Com o passar dos anos e décadas, a história da menina Francisca ganhou contornos maiores, com romeiros vindos de diversas partes do país para conhecer o local que passou a ser considerado um santuário e a menina Francisca passou a ser conhecida popularmente como “Santa Francisca”, “Menina Francisca” ou “Santa de Patos”.

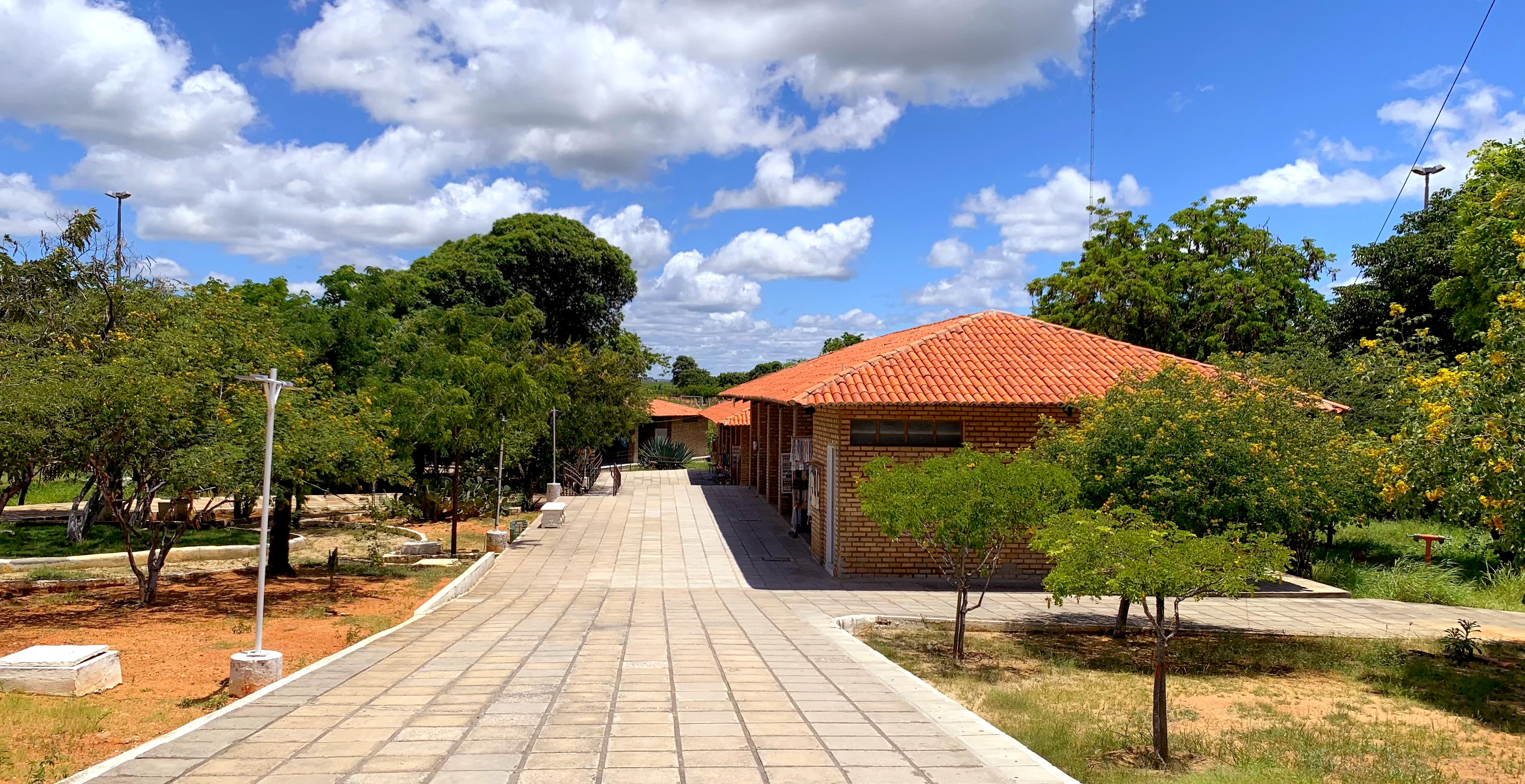
Vista para as lojas do parque

A ideia de santuário foi apropriada também pelo poder público, que visava a realização de um projeto arquitetônico de maior dimensão, que pudesse comportar mais pessoas e que contribuísse para o aumento no turismo e geração de renda. Em 24 de outubro de 1993, com a presença do governador Ronaldo Cunha Lima, o novo parque foi inaugurado, passando sua administração para a diocese de Patos em 15 de setembro de 1997, com um comitê pró-beatificação da Menina Francisca instalando-se na cidade dez anos depois, em 2007, com exposição dos rumos do processo sobre a canonização e os trâmites de santificação, já em julho de 2020 uma grande reforma foi iniciada no parque, e no mês de dezembro do mesmo ano, uma lei estadual reconheceu o Parque Cruz da Menina como patrimônio imaterial do estado da Paraíba.

## Estrutura e eventos

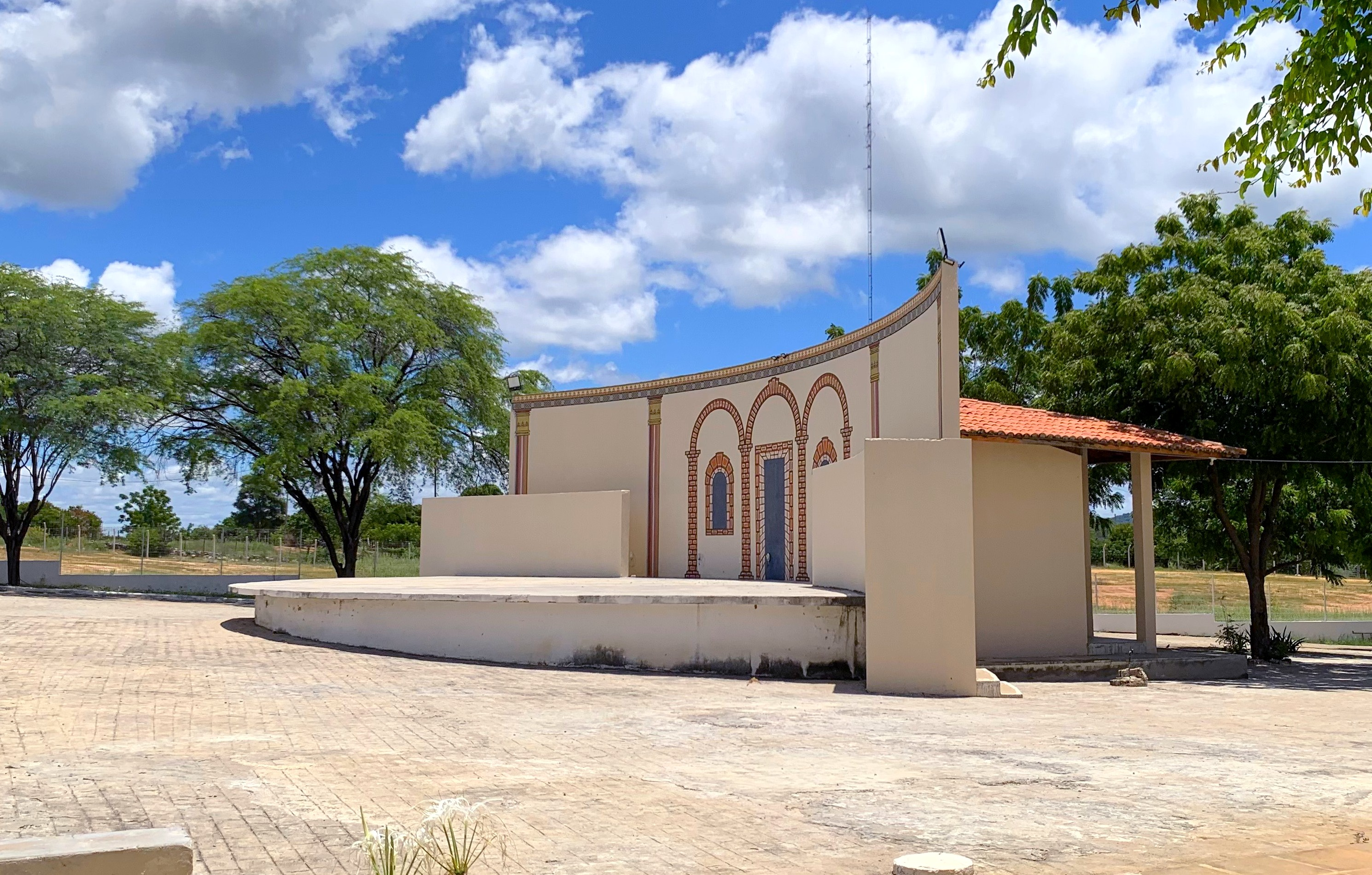
Anfiteatro da Cruz da Menina

A Cruz da Menina não possui uma data específica de romaria, contudo, como o acesso ao parque é feito pela BR-230, a mesma rodovia que liga à cidade de Juazeiro do Norte, onde encontra-se a estátua de Padre Cícero, o local é ponto de parada para romeiros que se deslocam até a cidade cearense, principalmente entre outubro e novembro. Sua estrutura contempla uma cobertura em formato de pirâmide, protegendo a capela e duas salas de ex-votos (sala de milagres) que se encontram no local, além de casa de velas, cruzeiro, anfiteatro, restaurante, alojamento, banheiros, lojas, casa do administrador e instalação de combate a incêndio entre outros.
Além das missas rotineiras, em seu interior realiza-se também a encenação da Paixão de Cristo durante a Semana Santa, além da Festa de Pentecostes, que faz parte do Calendário de Eventos Turísticos da Paraíba, que reúne cerca de 40 mil pessoas nos meses de maio ou junho. Graças e milagres foram atribuídos à Francisca Marta, cuja história também serviu de referência para a criação do "Espaço Menina Francisca", um local de apoio ao que funciona acolhendo crianças cujos pais trabalham durante a noite no período das festas de São João de Patos, tendo iniciado como um projeto em 2024 e tornando-se lei em 2025.